# Porte de Champerret (métro de Paris)
Porte de Champerret est une station de la ligne 3 du métro de Paris, située dans le 17e arrondissement de Paris.

## Situation
La station est établie sous le boulevard Berthier entre la rue de Courcelles et l'avenue de Villiers. Orientée selon un axe nord-est/sud-ouest, elle s'intercale entre les stations Louise Michel et Pereire. Conçue à l'origine pour jouer le rôle de terminus occidental, elle se prolonge par une ancienne boucle terminale sous laquelle la ligne s'engage en direction de Pont de Levallois - Bécon.

## Histoire
La station est ouverte le 15 février 1911 en tant que nouveau terminus occidental de la ligne 3 depuis Gambetta (puis depuis Porte des Lilas à partir du 27 novembre 1921), en remplacement du terminus provisoire de Pereire qui la précède directement.
Elle doit sa dénomination à son implantation sous la porte de Champerret, ancienne barrière de fortification du village de Champerret, localisée sur le champ de la propriété de Jean-Jacques Perret qui a donné son nom à ce hameau, lequel fut réuni au village de Levallois (lui-même nommé d'après son fondateur Nicolas Eugène Levallois) en 1867 pour former la commune de Levallois-Perret.
Le 24 septembre 1937, elle devient une station de passage avec la mise en service du second prolongement occidental de la ligne jusqu'à son terminus actuel de Pont de Levallois - Bécon. La boucle de retournement sous laquelle passe le nouveau tunnel est dès lors utilisée en tant que garage.
Dans le cadre du programme « Renouveau du métro » de la RATP, les couloirs et la salle de distribution de la station sont rénovés le 21 septembre 2002.

### Fréquentation
Selon les estimations de la RATP, la station a vu entrer 3 189 251 voyageurs en 2019, ce qui la place à la 158e position des stations de métro pour sa fréquentation sur 302,. En 2020, avec la crise du Covid-19, son trafic annuel tombe à 1 576 691 voyageurs, la reléguant alors au 165e rang, avant de remonter progressivement en 2021 avec 2 101 673 entrants comptabilisés, ce qui la rétrograde cependant à la 170e position des stations du réseau pour sa fréquentation cette année-là.

## Services aux voyageurs

### Accès
La station dispose de trois accès répartis en quatre bouches de métro, agrémentées pour chacune d'une balustrade de type Dervaux :
- l'accès 1 « Place Stuart-Merrill » comprenant deux escaliers fixes signalés par un même mât avec un « M » jaune inscrit dans un cercle, débouchant à l'angle oriental de cette place à proximité du square Jérôme-Bellat ;
- l'accès 2 « Avenue Stéphane-Mallarmé - Espace Champerret », constitué d'un escalier fixe doublé d'un escalier mécanique montant, se trouvant au cœur de la place Stuart-Merrill, occupée par une gare routière dédiée aux bus ;
- l'accès 3 « Avenue de Villiers », constitué d'un escalier fixe orné d'un candélabre Dervaux, se situant au droit du no 141 de cette avenue.

Jusqu'en 2019, chaque entrée établie sur la gare routière avait la particularité d'avoir son entourage de fer forgé et son porte-plan peints en bleu turquoise au lieu du vert habituel, de même que la balustrade et le totem de l'accès 3 de 2018 à 2019.

Accès à la station
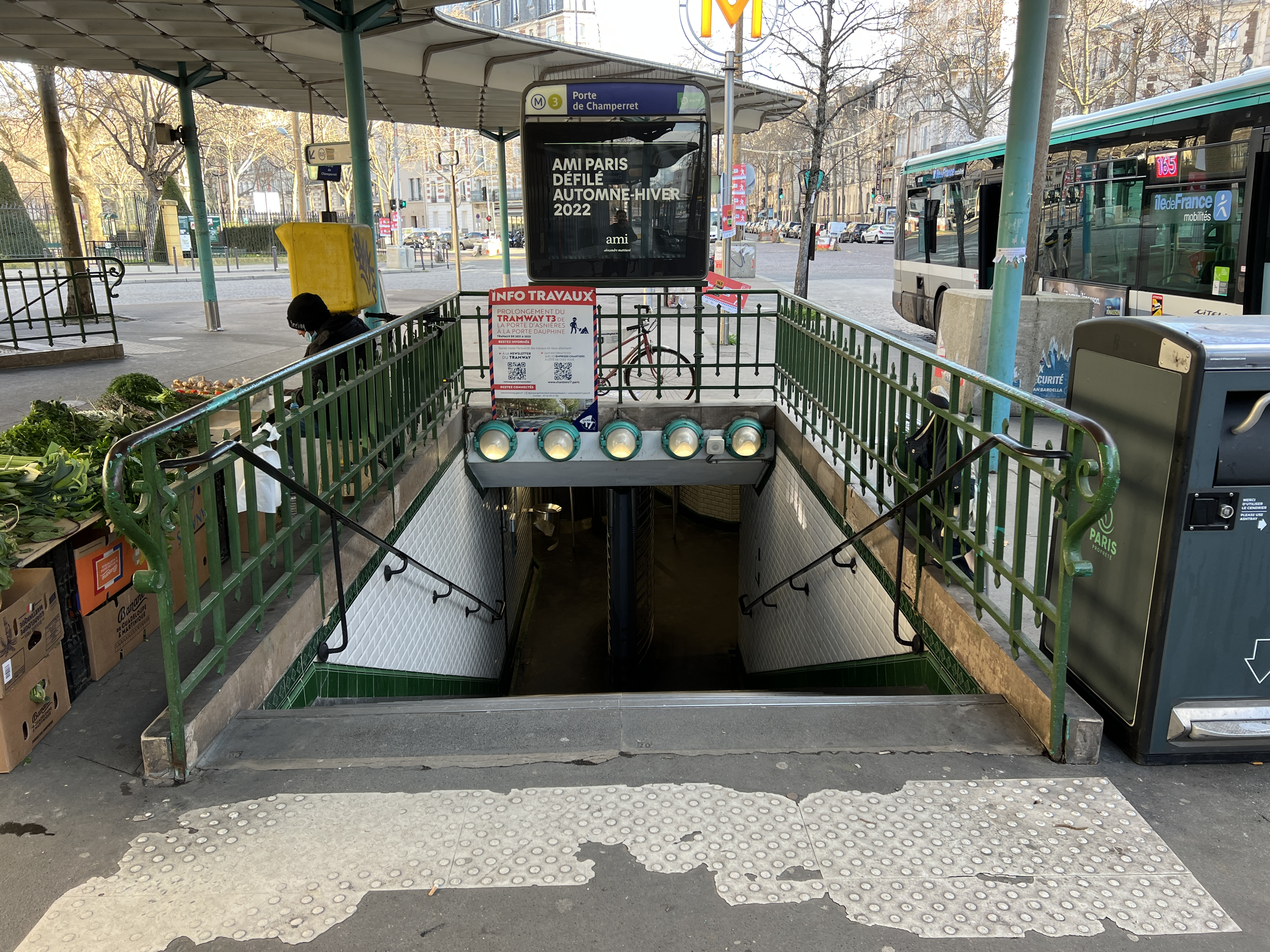
L'accès no 1 « Place Stuart-Merrill ».
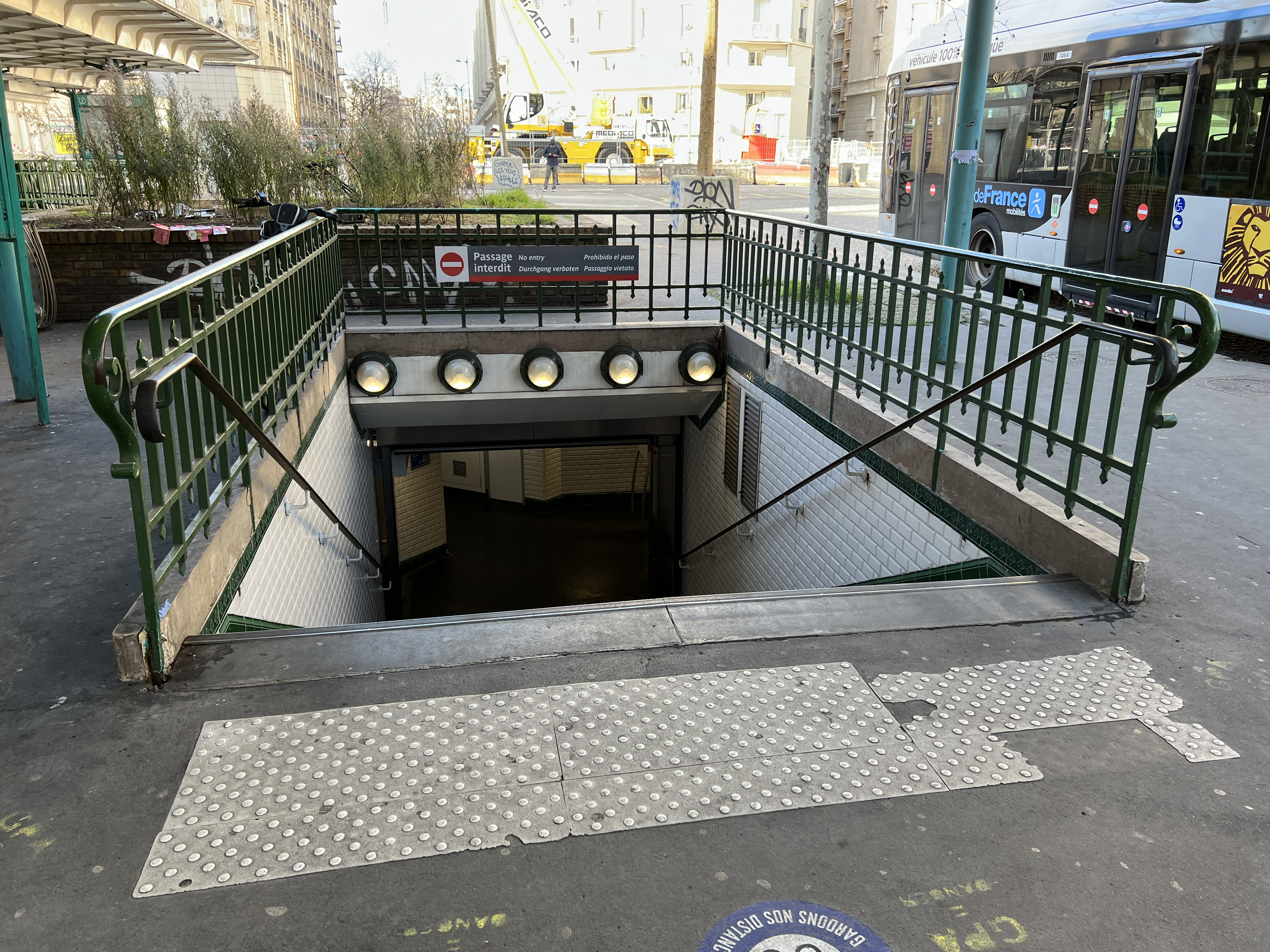
L'accès no 2 « Avenue Stéphane-Mallarmé ».
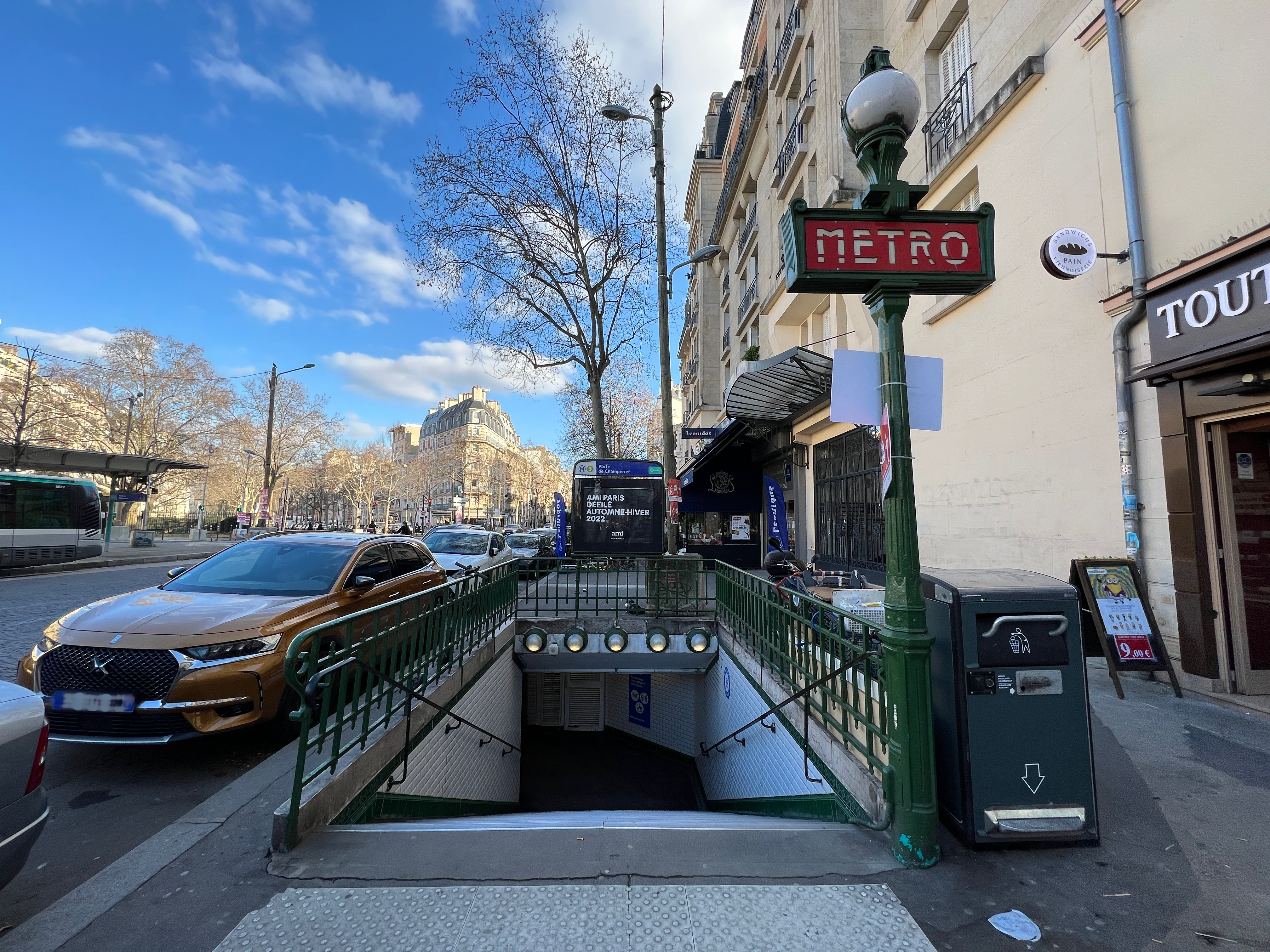
L'accès no 3 « Avenue de Villiers ».

.

### Quais

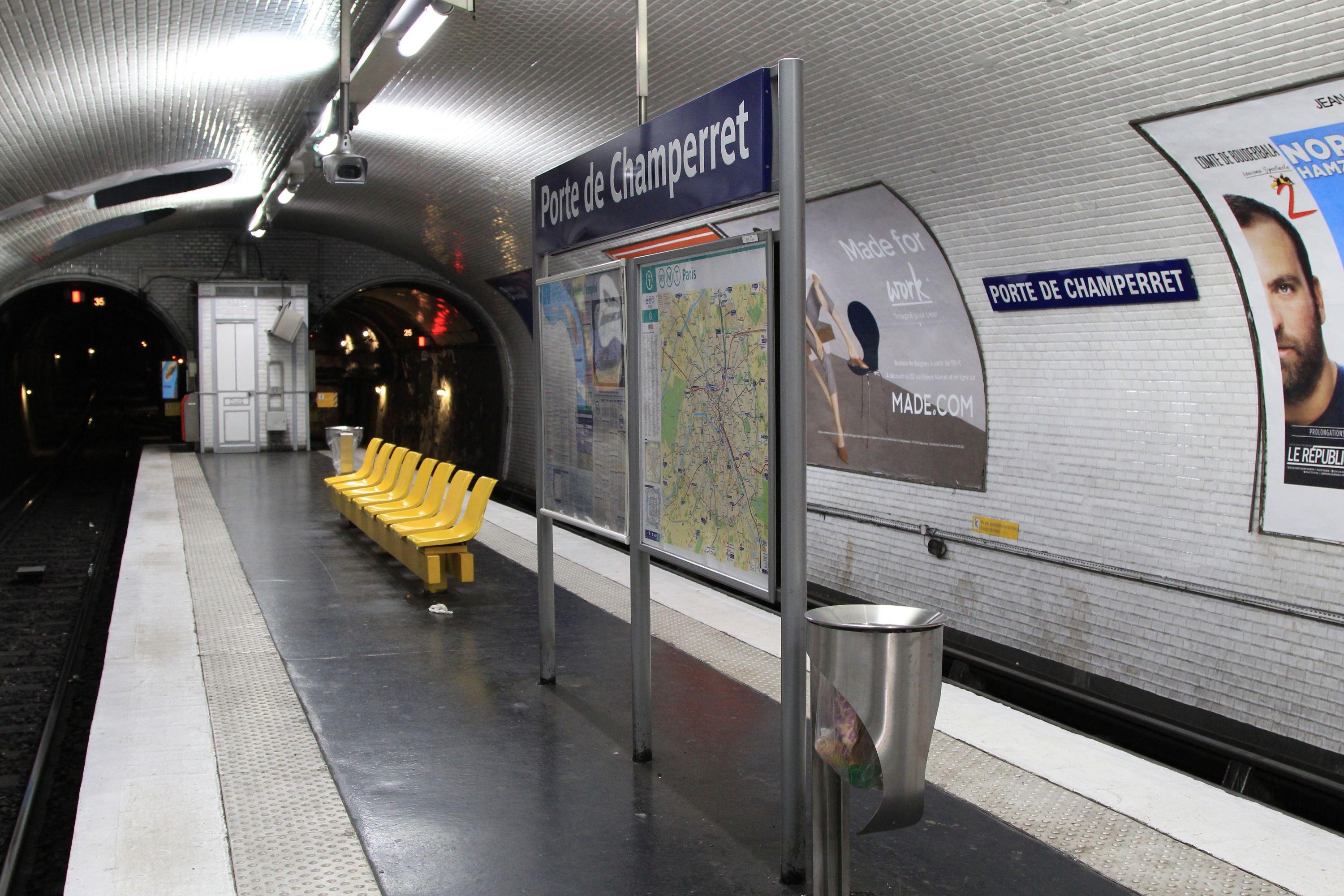
Quai en direction de Gallieni.

Porte de Champerret est une station de configuration particulière : du fait de son ancien statut de terminus,  elle comporte quatre voies, réparties dans deux demi-stations identiques (une par direction) à deux voies encadrant un quai en îlot sous une voûte elliptique, disposition qu'elle partage avec Château de Vincennes sur la ligne 1 et Porte de la Villette sur la ligne 7. Les voies encadrant le piédroit axial sont utilisées par les circulations ordinaires de la ligne, les deux autres étant dédiées au garage des rames et donnant uniquement accès à l'ancienne boucle terminale en direction de l'ouest, laquelle sert également au retournement des trains assurant un service partiel, notamment en cas d'interruption du trafic au-delà de la station.
La décoration est classique avec des carreaux en céramique blancs biseautés recouvrant les piédroits, la voûte et les tympans, tandis que l'éclairage est assuré par des tubes indépendants ainsi que des projecteurs. Les cadres publicitaires sont métalliques et le nom de la station est inscrit sur des plaques émaillées, en lettres capitales sur les piédroits latéraux et en police de caractères Parisine sur les quais ainsi que le piédroit central. Les sièges sont de style « Motte » de couleur jaune.

### Intermodalité
La gare routière près de la station est le terminus de plusieurs lignes de bus.
La station est desservie par les lignes 92, 93, 163, 164 et 165 du réseau de bus RATP et, la nuit, par les lignes N16 et N52 du Noctilien.
La station est depuis avril 2024 en correspondance avec la ligne de tramway T3b, prolongée depuis la porte d'Asnières,.

## À proximité
- Espace Champerret
- Square Jérôme-Bellat
- Église Sainte-Odile
- Square Sainte-Odile
- Square Auguste-Balagny
- Centre européen du judaïsme
- Jardin Lily-Laskine
- Promenade Bernard-Lafay
- Jardin André-Ulmann